# Никлас Мойсандер
Никлас Мойсандер (на фински: Niklas Moisander), роден на 29 септември 1985 година в Турку, Финландия, е финландски професионален футболист, централен защитник, настоящ играч на Вердер Бремен и финландския национален отбор.

## Кариера

### Клубна кариера
Започва да тренира футбол в ТПС в родния Турку, но още като юноша е привлечен от холандския гранд Аякс. За три години не успява да изиграе нито един мач за първия отбор, заради което напуска в посока Цволе. Веднага става твърд титуляр и за две година записва над 70 мача за отбора. През 2008 г. АЗ Алкмар го закупува за €600 000 евро. Превръща се в основен защитник и в новия си отбор. През 2012 г. Аякс го закупува обратно за стойност €3 000 000 евро. Този път веднага става първа опция за защитата на отбора, като дори става капитан. През 2015 г. преминава в Сампдория със свободен трансфер. През юли 2016 г. е трансфериран в немския Вердер Бремен за сумата от €1 700 000 евро.

### Национален отбор
Прави дебюта си за националния отбор през май 2008 г. От 2011 г. е капитан на отбора.

## Успехи
Аякс
- Шампион на Холандия (2): 2012-13, 2013-14
- Купа на Холандия (1): 2005-06
- Турнир Йохан Кройф (1): 2013

 АЗ Алкмар
- Шампион на Холандия (1): 2008-09
- Турнир Йохан Кройф (1): 2009